# ليزلي وات (كاتبة)
ليزلي وات (بالإنجليزية: Leslie What)‏ (1955، لوس أنجلوس في الولايات المتحدة)؛ روائية أمريكية.

## الجوائز
- جائزة نيبولا